# Patrickson Delgado
Patrickson Luiggy Delgado Villa (ur. 17 października 2003 w Ibarrze) – ekwadorski piłkarz występujący na pozycji defensywnego lub środkowego pomocnika, od 2024 roku zawodnik FC Dallas, do którego jest wypożyczony z Independiente del Valle.